# Scherma ai Giochi della XV Olimpiade - Fioretto individuale femminile
La competizione del fioretto individuale femminile  di scherma ai Giochi della XV Olimpiade si tenne i giorni 26 e 27 luglio 1952 ai campi da tennis di Espoo presso Helsinki.

## Risultati

### 1º Turno
Si è disputato il 26 luglio. Sei gruppi eliminatori le prime quattro classificate accedevano al secondo turno.
| Pos. | Atleta         | Nazione       | Vittorie | Sconfitte | Stoccate contro |
| ---- | -------------- | ------------- | -------- | --------- | --------------- |
| 1    | Lilo Allgayer  | Germania      | 5        | 0         |                 |
| 2    | Margit Elek    | Ungheria      | 3        | 2         |                 |
| 3    | Renée Garilhe  | Francia       | 2        | 3         | 16              |
| 4    | Gillian Sheen  | Gran Bretagna | 2        | 3         | 13              |
| 5    | Velleda Cesari | Italia        | 2        | 3         | 13              |
| 6    | Maria Sołtan   | Polonia       | 1        | 4         |                 |

| Pos. | Atleta             | Nazione          | Vittorie | Sconfitte | Stoccate contro |
| ---- | ------------------ | ---------------- | -------- | --------- | --------------- |
| 1    | Karen Lachmann     | Danimarca        | 4        | 1         | 8               |
| 2    | Irene Camber       | Italia           | 4        | 1         | 9               |
| 3    | Patricia Buller    | Gran Bretagna    | 3        | 3         | 17              |
| 4    | Nadezhda Shitikova | Unione Sovietica | 3        | 3         | 18              |
| 5    | Maggie Kalka       | Finlandia        | 3        | 3         | 18              |
| 6    | Ursula Selle       | Venezuela        | 2        | 4         | 24              |
| 7    | Wanda Włodarczyk   | Polonia          | 1        | 5         | 21              |

| Pos. | Atleta             | Nazione          | Vittorie | Sconfitte | Stoccate contro |
| ---- | ------------------ | ---------------- | -------- | --------- | --------------- |
| 1    | Grete Kunz         | Austria          | 4        | 1         | 11              |
| 2    | Anna Ponomaryova   | Unione Sovietica | 4        | 1         | 11              |
| 3    | Magda Nyári-Kovács | Ungheria         | 3        | 2         | 11              |
| 4    | Maxine Mitchell    | Stati Uniti      | 2        | 3         | 15              |
| 5    | Ulla Barding       | Danimarca        | 2        | 3         | 16              |
| 6    | Patricia Norford   | Australia        | 0        | 5         | 20              |

| Pos. | Atleta         | Nazione       | Vittorie | Sconfitte | Stoccate contro |
| ---- | -------------- | ------------- | -------- | --------- | --------------- |
| 1    | Irena Nawrocka | Polonia       | 3        | 1         | 7               |
| 2    | Silvia Strukel | Italia        | 3        | 2         | 11              |
| 3    | Mary Glen-Haig | Gran Bretagna | 3        | 2         | 13              |
| 4    | Polly Craus    | Stati Uniti   | 3        | 2         | 14              |
| 5    | Hedwig Rieder  | Svizzera      | 1        | 3         | 14              |
| 6    | Kate Mahaut    | Danimarca     | 1        | 4         | 17              |

| Pos. | Atleta                  | Nazione          | Vittorie | Sconfitte | Stoccate contro |
| ---- | ----------------------- | ---------------- | -------- | --------- | --------------- |
| 1    | Janice Romary           | Stati Uniti      | 4        | 0         | 5               |
| 2    | Lylian Guyonneau        | Francia          | 3        | 2         | 12              |
| 3    | Ellen Preis             | Austria          | 3        | 1         | 7               |
| 4    | Appolinariya Plekhanova | Unione Sovietica | 2        | 2         | 12              |
| 5    | Catherine Pym           | Australia        | 1        | 4         | 16              |
| 6    | Taimi Mattsson          | Finlandia        | 0        | 4         | 16              |

| Pos. | Atleta           | Nazione   | Vittorie | Sconfitte | Stoccate contro |
| ---- | ---------------- | --------- | -------- | --------- | --------------- |
| 1    | Ilona Elek       | Ungheria  | 4        | 0         | 3               |
| 2    | Odette Drand     | Francia   | 3        | 1         | 6               |
| 3    | Elsa Irigoyen    | Argentina | 3        | 2         | 12              |
| 4    | Friedrieke Filz  | Austria   | 3        | 2         | 13              |
| 5    | Marianne Sjöblom | Finlandia | 0        | 4         | 16              |
| 6    | Gerda Muller     | Venezuela | 0        | 4         | 16              |

### 2º Turno
Si è disputato il 26 luglio. Sei gruppi eliminatori le prime quattro classificate accedevano alle semifinali.
| Pos. | Atleta             | Nazione          | Vittorie | Sconfitte | Stoccate contro |
| ---- | ------------------ | ---------------- | -------- | --------- | --------------- |
| 1    | Ilona Elek         | Ungheria         | 5        | 0         | 8               |
| 2    | Irene Camber       | Italia           | 4        | 1         | 9               |
| 3    | Polly Craus        | Stati Uniti      | 2        | 3         | 17              |
| 4    | Grete Kunz         | Austria          | 2        | 3         | 18              |
| 5    | Nadezhda Shitikova | Unione Sovietica | 1        | 4         | 18              |
| 6    | Gillian Sheen      | Gran Bretagna    | 1        | 4         | 18              |

| Pos. | Atleta                  | Nazione          | Vittorie | Sconfitte | Stoccate contro |
| ---- | ----------------------- | ---------------- | -------- | --------- | --------------- |
| 1    | Appolinariya Plekhanova | Unione Sovietica | 5        | 0         | 9               |
| 2    | Magda Nyári-Kovács      | Ungheria         | 3        | 1         | 9               |
| 3    | Lilo Allgayer           | Germania         | 3        | 1         | 11              |
| 4    | Silvia Strukel          | Italia           | 2        | 3         | 16              |
| 5    | Odette Drand            | Francia          | 1        | 4         | 19              |
| 6    | Patricia Buller         | Gran Bretagna    | 0        | 5         | 20              |

| Pos. | Atleta           | Nazione          | Vittorie | Sconfitte | Stoccate contro |
| ---- | ---------------- | ---------------- | -------- | --------- | --------------- |
| 1    | Karen Lachmann   | Danimarca        | 4        | 1         | 11              |
| 2    | Maxine Mitchell  | Stati Uniti      | 3        | 2         | 12              |
| 3    | Friedrieke Filz  | Austria          | 2        | 3         | 18              |
| 4    | Lylian Guyonneau | Francia          | 2        | 3         | 16              |
| 5    | Margit Elek      | Ungheria         | 2        | 3         | 13              |
| 6    | Anna Ponomaryova | Unione Sovietica | 2        | 3         | 16              |

| Pos. | Atleta         | Nazione       | Vittorie | Sconfitte | Stoccate contro |
| ---- | -------------- | ------------- | -------- | --------- | --------------- |
| 1    | Janice Romary  | Stati Uniti   | 4        | 1         | 12              |
| 2    | Renée Garilhe  | Francia       | 3        | 1         | 10              |
| 3    | Ellen Preis    | Austria       | 3        | 2         | 16              |
| 4    | Mary Glen-Haig | Gran Bretagna | 2        | 3         | 17              |
| 5    | Irena Nawrocka | Polonia       | 2        | 3         | 18              |
| 6    | Elsa Irigoyen  | Argentina     | 0        | 4         | 16              |

### Semifinali
Si sono disputate il 27 luglio. Due gruppi eliminatori le prime quattro classificate accedevano al girone finale.
| Pos. | Atleta             | Nazione     | Vittorie | Sconfitte | Stoccate contro |
| ---- | ------------------ | ----------- | -------- | --------- | --------------- |
| 1    | Karen Lachmann     | Danimarca   | 7        | 0         | 9               |
| 2    | Lylian Guyonneau   | Francia     | 5        | 2         | 18              |
| 3    | Janice Romary      | Stati Uniti | 4        | 3         | 19              |
| 4    | Magda Nyári-Kovács | Ungheria    | 4        | 3         | 21              |
| 5    | Silvia Strukel     | Italia      | 3        | 4         | 19              |
| 6    | Ellen Preis        | Austria     | 3        | 4         | 20              |
| 7    | Polly Craus        | Stati Uniti | 1        | 6         | 25              |
| 8    | Grete Kunz         | Austria     | 1        | 6         | 27              |

| Pos. | Atleta                  | Nazione          | Vittorie | Sconfitte | Stoccate contro |
| ---- | ----------------------- | ---------------- | -------- | --------- | --------------- |
| 1    | Ilona Elek              | Ungheria         | 6        | 0         | 6               |
| 2    | Maxine Mitchell         | Stati Uniti      | 5        | 1         | 9               |
| 3    | Renée Garilhe           | Francia          | 5        | 2         | 19              |
| 4    | Irene Camber            | Italia           | 4        | 3         | 18              |
| 5    | Mary Glen-Haig          | Gran Bretagna    | 2        | 4         | 20              |
| 6    | Lilo Allgayer           | Germania         | 2        | 5         | 24              |
| 7    | Friedrieke Filz         | Austria          | 1        | 5         | 20              |
| 8    | Appolinariya Plekhanova | Unione Sovietica | 1        | 6         | 27              |

### Girone finale
Si è disputato il 27 luglio.
| Pos.    | Atleta             | Nazione     | Vittorie | Sconfitte | Barrage  |
| ------- | ------------------ | ----------- | -------- | --------- | -------- |
| Oro     | Irene Camber       | Italia      | 5        | 2         | 1 (4-3)  |
| Argento | Ilona Elek         | Ungheria    | 5        | 2         | 0 (3-4)  |
| Bronzo  | Karen Lachmann     | Danimarca   | 4        | 3         | 3 (12-4) |
| 4       | Janice Romary      | Stati Uniti | 4        | 3         | 2 (8-7)  |
| 5       | Maxine Mitchell    | Stati Uniti | 4        | 3         | 1 (9-8)  |
| 6       | Renée Garilhe      | Francia     | 4        | 3         | 0 (2-12) |
| 7       | Lylian Guyonneau   | Francia     | 1        | 6         |          |
| 8       | Magda Nyári-Kovács | Ungheria    | 1        | 6         |          |